# Pierre-Antoine Poiteau
Pierre-Antoine Poiteau, parfois improprement nommé Antoine Poiteau ou Alexandre Poiteau, (Ambleny, 1766 - Vaugirard, 1854) est un botaniste et horticulteur français.

## Biographie
Après avoir servi dans les jardins potagers, puis chez les maraîchers des environs de Paris, il postule en 1790 au Muséum national d'histoire naturelle et est admis par André Thouin (1746-1824) comme jardinier. Il y étudia le Systema vegetabilium de Carl von Linné. Il entreprend alors de compléter sa formation, il apprend notamment la peinture auprès du peintre du Muséum Gérard van Spaendonck (1746-1822) mais son influence majeure reste Redouté (1759-1840). Thouin le nomme, deux ans plus tard, chef de l’école de botanique.
En 1793, il est choisi par Daubenton pour établir une école de botanique et un jardin botanique à Bergerac mais ce projet échoue. En 1796, Thouin l’engage pour partir à Saint-Domingue. Il est emprisonné à son arrivée car il ne possède par les papiers nécessaires pour justifier de sa présence. Peu après, nous le trouvons à Haïti, comme chef du nouveau jardin de botanique au Cap. Ne recevant pas de traitement, il fut forcé d'entrer dans l'administration comme commis d'Hédouville et Roume, chefs du gouvernement de l'île. Il en rapporta, en 1802, six cents paquets de graines et douze cents espèces, toutes dénommées et préparées par lui. Dans le nombre se trouvaient quatre-vingt-dix-sept espèces de champignons et trente espèces de mousses. Il fait paraître, en 1808 à Paris, avec Pierre Jean François Turpin (1775-1840), qu'il a rencontré à Haïti, Flora Parisiensis secundum systema sexuale deposita et plantarum circa Lutetiam sponte nascentium descriptiones, icones....
À la suite de quelques années d'activité littéraire libre, il fut, en 1815, nommé chef des pépinières royales du château de Versailles. Il donne, en 1816, la description abrégée des plantes qui sont cultivées dans le Jardin botanique de l'École de médecine de Paris (Paris). Deux ans plus tard, avec Antoine Risso (1777-1845), il fait paraître son Histoire naturelle des orangers. Poiteau part, en 1818, en Guyane où il supervise la mise en culture des habitations royales. Il est nommé, à son retour en 1822, jardinier en chef du château de Fontainebleau.
En 1829, Pierre-Antoine Poiteau a enseigné à l'Institut horticole de Fromont, une école destinée à la formation en horticulture située près de Paris au château de Fromont. Il y a notamment dispensé des cours d'Horticulture, partageant ses connaissances pratiques et théoriques sur les plantes et les techniques horticoles (discours d'ouverture).

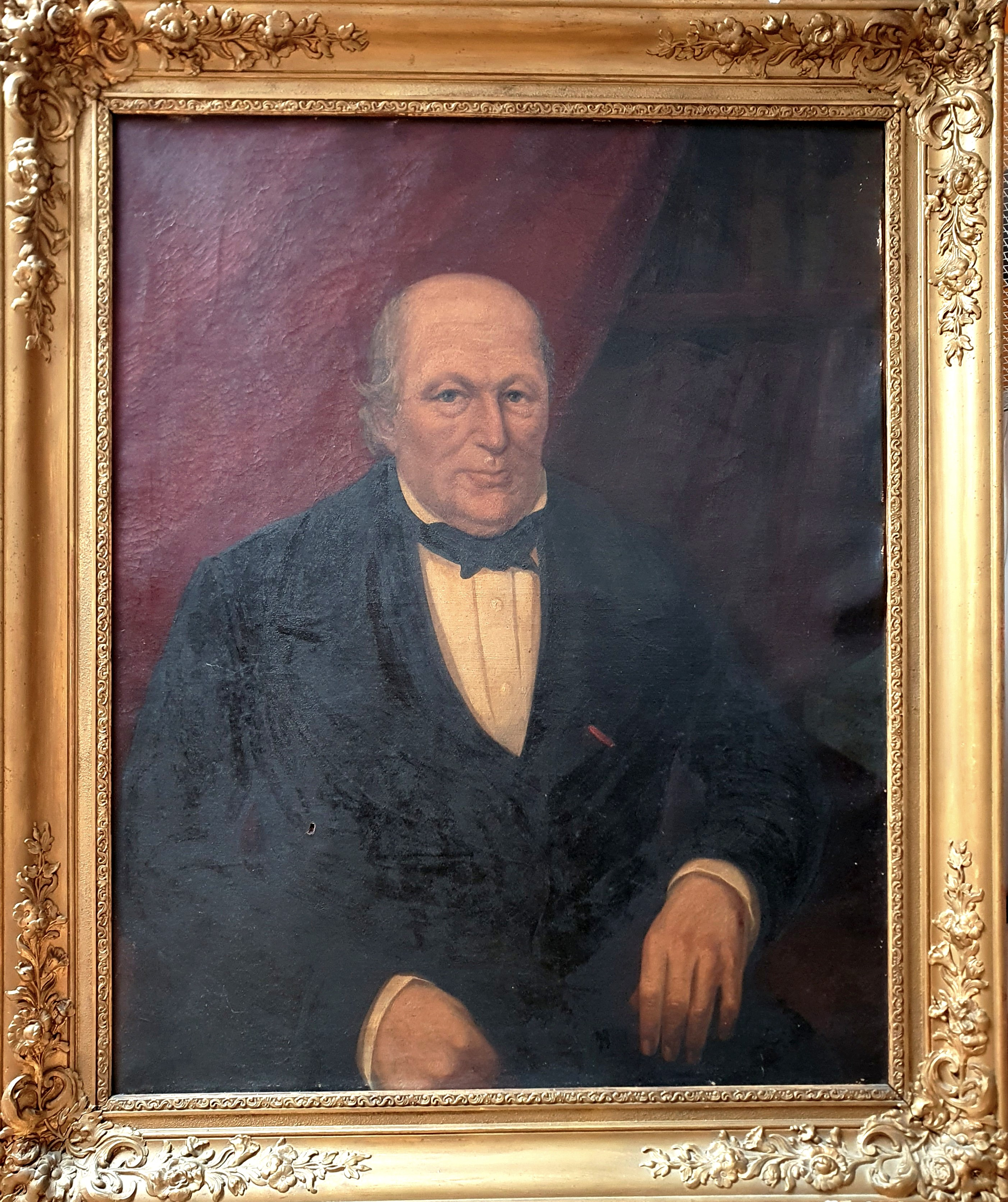
Portrait de Pierre-Antoine POITEAU réalisé aux alentours de 1850. Dans la bibliothèque en arrière plan, on retrouve des références à certains de ses ouvrages (Histoire naturelle des orangers / Flore Parisienne / Traité des arbres fruitiers), idem à droite à côté de son coude (Cours d'Horticulture).

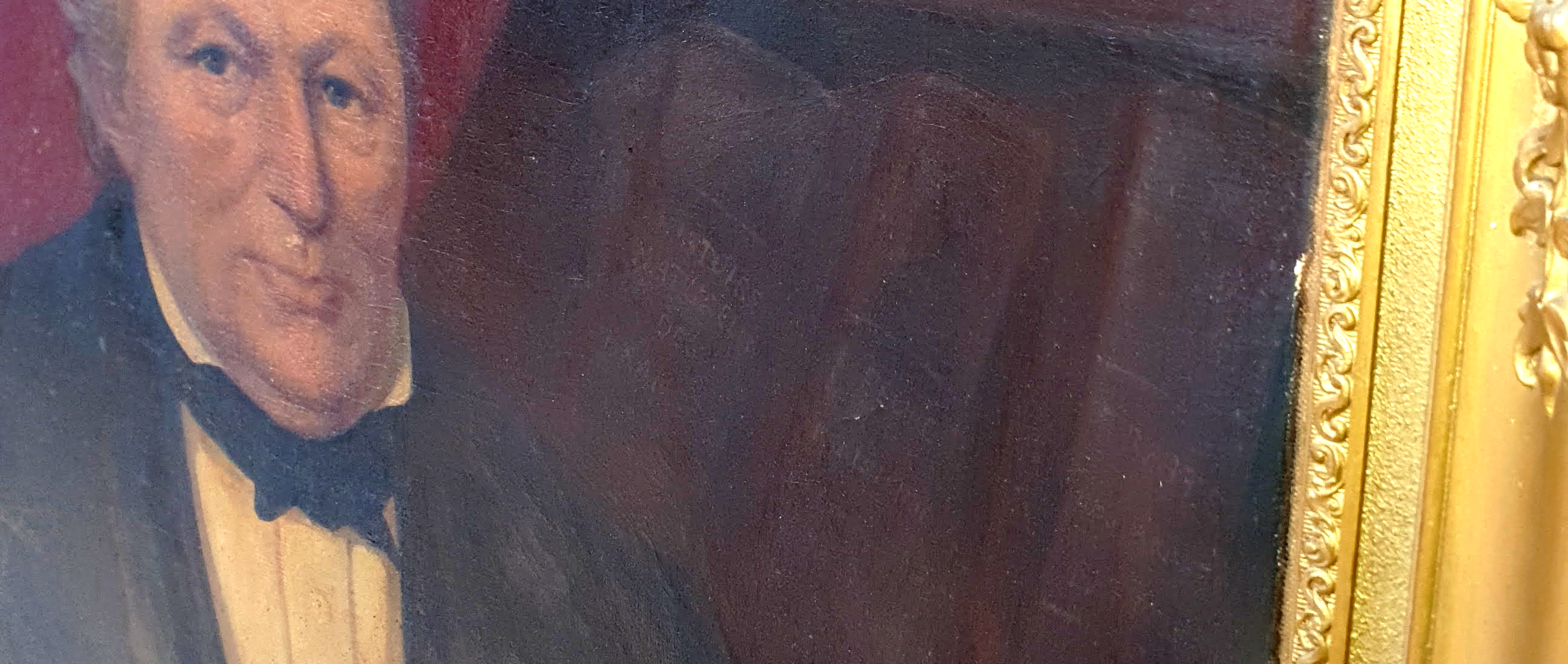
Détail de certains ouvrages dans la bibliothèque visible en arrière plan du portrait de Pierre-Antoine POITEAU

De 1829 à 1851, il dirige la Revue horticole. En 1835, avec Pierre Jean François Turpin, il réédite le Traité des arbres fruitiers... de Henri Louis Duhamel du Monceau (1700-1782). En 1846, Pomologie française. Recueil des plus beaux fruits cultivés en France... (Paris). En 1848 et 1853 paraissent les deux volumes de son Cours d'horticulture. Membre de plusieurs sociétés savantes, Poiteau fut plus tard chef du jardin botanique de l'école de médecine, puis de celui du muséum d'histoire naturelle, auquel il a fait cadeau de tous les animaux et plantes rapportés de la Guyane. Il a découvert beaucoup d'espèces et genres de végétaux, et il a créé même plusieurs familles (les cyclanthées, par exemple). Comme horticulteur et pomologue, il a, en outre, beaucoup contribué à l'amélioration des fruits de table. Comme artiste, il est estimé et ses lithographies aquarellées sont recherchées des amateurs. À ce titre, il est comparé à Pierre-Joseph Redouté.

## Œuvres

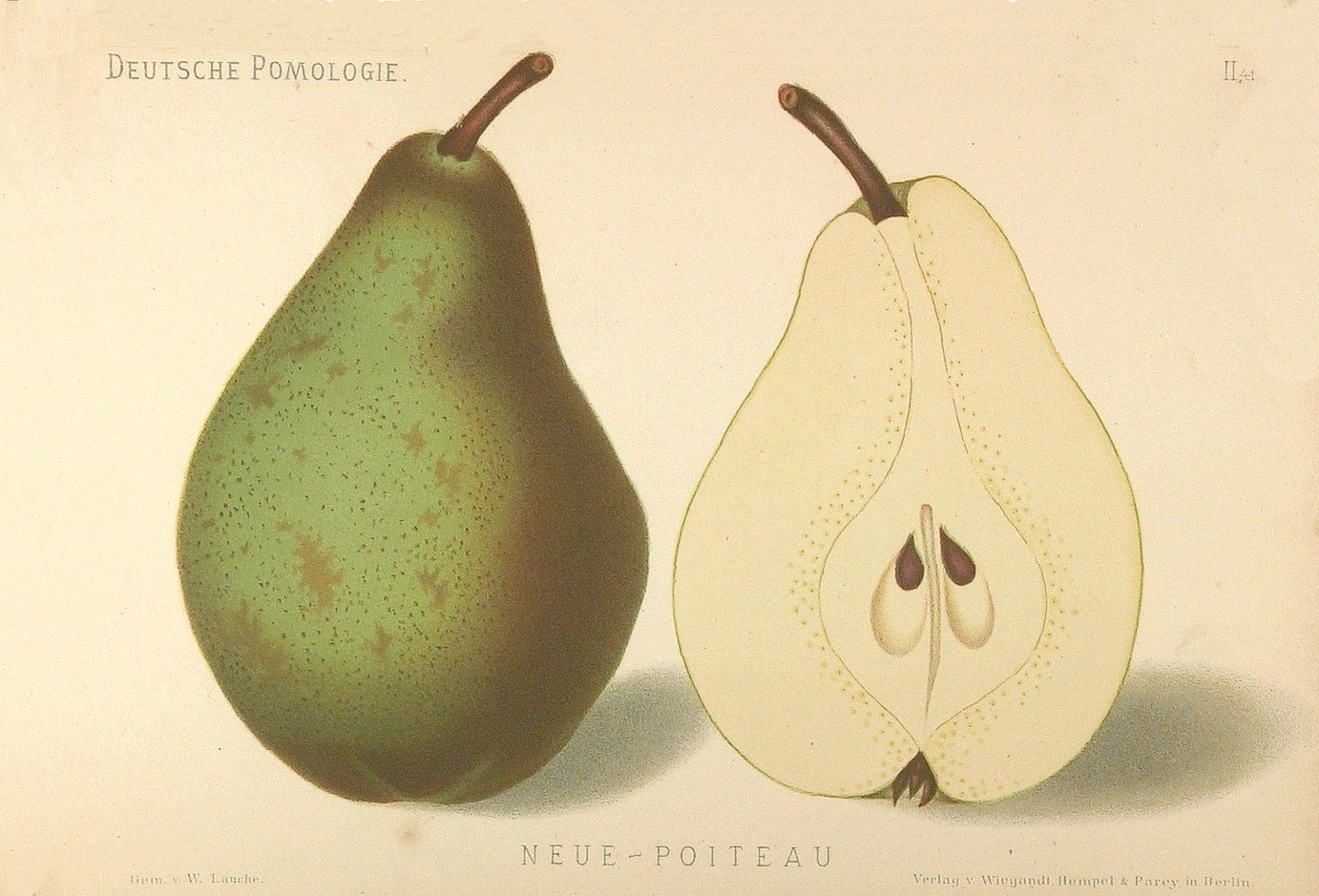
La poire « nouveau Poiteau ».

- Traité des arbres fruitiers, de Duhamel du Monceau, nouvelle édition augmentée, publiée avec Turpin, Paris, 1818-28, puis 1844 ;
- Flore parisienne, avec Turpin, 1813 ;
- Jardin botanique de l'école de médecine de Paris, ou description des plantes qui y sont cultivées, Paris, 1816: Gallica ;
- Histoire naturelle des orangers, avec 109 planches, avec Risso. Paris, 1818-1820: Gallica ;
- Histoire des palmiers de la Guyane française, Paris, 1822 ;
- Notice sur M. Bosc, Paris, 1828 ;
- Le Voyageur botaniste, Paris, 1829 ;
- Sur l'origine, la direction des fibres ligneuses dans les végétaux, Paris, 1834 ;
- Sur la culture de la patate, rapport d'une commission, Paris, 1835 ;
- Sur la théorie Van Mons, ou notice historique sur les moyens qu'emploie M. Van Mons pour obtenir d'excellents fruits de semis, Paris, 1835 ;
- Pomologie française, ou recueil des plus beaux fruits cultivés en France, Paris, 1838 et suiv. ;
- Cours d'horticulture, Paris, 1847 & 1848: Gallica ;
- Notice nécrologique sur M. Jamin, 1848.

Poiteau a aussi collaboré à un grand nombre de revues, fut rédacteur en chef de l'Almanach du bon jardinier de 1825 à 1844.

## Décoration
Pierre-Antoine POITEAU est nommé Chevalier de la Légion d'honneur par décret du 28 Avril 1841 (Archives nationales, base Leonore).